# Maitréja

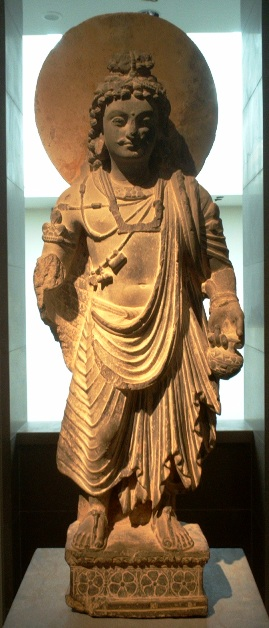
Maitréja bódhiszattva a 2. századi gandhárai művészeti korból

Maitréja (szanszkrit), Mettejja (páli), Maithree (szingaléz), Dzsampa (tibeti) vagy Di-Lặc (vietnámi) a buddhista eszkatológia szerint egy jövőbeli Buddha. Egyes buddhista szövegben, mint például az Amitábha-szútra vagy a Lótusz szútra, úgy nevezik hogy Adzsita.
A buddhista hagyományok szerint Maitréja jelenleg bódhiszattva, aki a jövőben fog megjelenni a Földön, majd el fogja érni önerőből a teljes megvilágosodást és tanítani fogja a tiszta dharmát. A szent iratok szerint Maitréja követi a jelenlegi Gautama Buddhát, vagy más néven Sákjamuni Buddhát. Maitréja eljövetelének próféciája egy olyan korra vonatkozik, amikor a jövőben már az emberek nem fogják ismerni a dharmát. A jóslat szerepel az összes fő buddhista iskola kanonikus irodalmában, köztük a théraváda, a mahájána és a vadzsrajána irányzatokban egyaránt.

## Eredete
A Maitréja név a szanszkrit maitrí (páli: mettá) szóból ered, melynek jelentése "szerető kedvesség". Ez a kifejezés pedig a mitra (páli: mitta) főnévből ered, "barát" értelemben. Maitréja szerepel a páli kánonban lévő Csakavatti-szuttában (Szihanada) (Dígha-nikája 26), valamint a Buddhavamsza 28. fejezetében. Buddha beszédeinek többségét kérdés és felelet formájában mutatják be, vagy valami hasonló szövegkörnyezetben. Ennek a szuttának az elején és a végén Buddha teljesen más dologról beszél. Richard Gombrich ebből arra következtet, hogy talán az egész szutta eredete kétes vagy meghamisították.
Maitréját olykor nyugati stílusú trónon ülve ábrázolják, amely előtt egyaránt tisztelegnek a mahájána és a nem mahájána irányzatok követői. Egyesek úgy vélik, hogy Maitréja alakját esetleg Mitra, ősi indo-iráni istenség inspirálta. A két alak összehasonlításának alapja a nevük hasonlósága.
Más feltételezés szerint az is lehetséges, hogy Maitréja Buddha a hindu Kalki alakjából ered és az iráni Mithrával való hasonlóságuk a közös indo-iráni eredetükből fakadhat.
Az 1. században, Gandhára gréko-buddhista művészetében a legnépszerűbb alak Sákjamuni Buddha mellett Maitréja volt. Kínában a 4-6. században a buddhista kézművesek egymás szinonimájaként használták a Sákjamuni és a Maitréja neveket. Ez is jelzi, hogy kettőjük között még nem tettek különbséget és ennek megfelelően a később jellegzetessé váló ábrázolásmódjaik sem lettek még kialakítva. Példa erre a Csingcsou városi irattárban talált 529-ből származó felirat. Úgy tűnik, hogy Maitréja vallásos imádata Amitábha buddhával egy időben alakult ki a 3. század környékén.

## Jellemzői
Maitréja eljövetelének egyik jóslata a szanszkrit Maitréjavjákarana (Maitréja próféciája) című szöveg. Ebben az szerepel, hogy Maitréja a meditációs transz állapotának tanítója, istenek, emberek és más lények számára:
kétségük elszáll és a sóvárgásaik áradata megszűnik: minden szenvedéstől mentesen átkelnek a létesülés óceánján és Maitréja tanításainak köszönhetően szent életet fognak élni. Semmire nem tekintenek majd sajátjukként, nem birtokolnak majd aranyat, ezüstöt, házat és rokonaik sem lesznek! De Maitréja irányításával szent életet fognak élni. Megszakítják majd a szenvedélyek hálóját, sikeresen belépnek majd a transz állapotába és temérdek örömük és boldogságuk lesz, mivel Maitréja vezetésével szent életet fognak élni. (Angol fordítás: Conze 1959:241)
Maitréját leginkább trónon ülve ábrázolják, úgy, hogy vagy mindkét lába a földön fekszik vagy keresztbe tett lábakkal, várja, hogy eljöjjön az ő ideje. Öltözékére a Bhiksu vagy az Indiai nemesek ruházata jellemző. Bodhiszattvaként általában állni szokott és ékszereket visel. Fejdíszében szerepel egy apró, szimbolikus sztúpa, amely Sákjamuni Buddha ereklyéjét jelenti. Előfordul, hogy kezében dharmacsakrát (életkereket) tart egy lótusz virág tetején. Mindig övet visel, amely egy szertartásos sálból (khata) áll.
Gandhára gréko-buddhista művészetében Maitréját közép-ázsiai vagy észak-indiai nemesként ábrázolták, bal kezében "vizes fiolával" (szanszkrit: Kumbha) vagy egy "bölcsesség urnával" (szanszkrit: Bumpa), két tanítványa, Aszanga és Vaszubandhu testvérek társaságában.
Az iszlám előtti Közép-Ázsiában népszerű volt a Maitréja-szamiti című színdarab. Szintén feltűnik Maitréja alakja a közép-ázsiai Maitréjavjakarana és a dél-indiai Anagatavamsa című darabokban.

## Maitréja Tusita mennyországa
Maitréja jelenleg a Tusita mennyországban (páli: Tuszita) tartózkodik és úgy tartják, hogy meditáció révén el lehet őt érni. Korábban Sákjamuni Buddha, az összes bodhiszattvához hasonlóan, szintén ebben a mennyországban élt, mielőtt a Földön újjászületett volna és az embereket tanította volna. A buddhizmusban minden bodhiszattvából később buddha válik, azonban a bodhiszattva fogalma valamelyest eltér a théraváda és a mahájána irányzatokban. Ez utóbbiban miután Maitréjából buddha lesz, ő fog uralkodni a Ketumati Tiszta földön, egy földi paradicsom, amelyet olykor az indiai Váránaszi városához szoktak hasonlítani. A théraváda buddhizmusban a buddhák még meg nem világosodott lényként születnek és semmilyen Tiszta Földön vagy paradicsomban nem uralkodnak. Maitréja megjelenése nem fog különbözni Sákjamuni megjelenésétől. Ugyanúgy emberként fogja elérni megvilágosodást, majd halála után a parinirvánába fog távozni.

## Maitréja aktivitása a jelenkorban
A mahájána iskolákban hagyományosan úgy tartják, hogy Maitréja felfedte öt értekezését Aszanga tanítómesteren keresztül. Ezek a szövegek a jógácsára hagyomány alapjai és a dharma kerekének háromszori megforgatása közé tartozik.

## Maitréja eljövetele

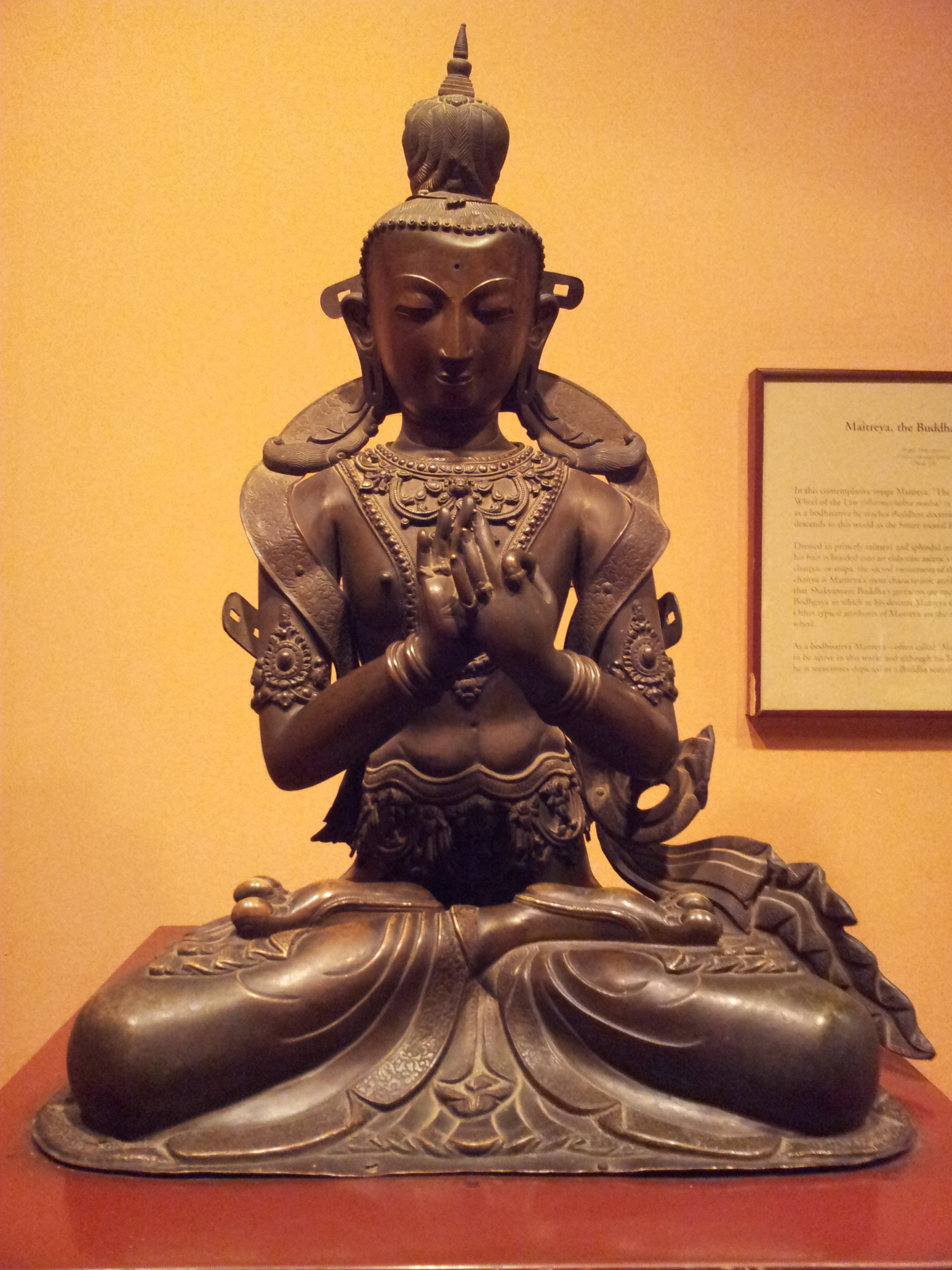
Maitréja Buddha szobra a Patan múzeumban, Katmandu, Nepál

A buddhista hagyományok szerint minden kalpában (történelmi kor) ezer buddha születik. Az előző kalpát vjuhakalpának (dicsőséges eon), a jelenlegit pedig bhadrakalpának (kedvező eon) nevezik. A hét ókori buddha  (Szaptatathágata) átível a vjuhakalpa és a bhadrakalpa között:
1. Vipasszí (a vjuhakalpa 998. buddhája)
2. Szikhí (a vjuhakalpa 999. buddhája)
3. Vesszabhú (a vjuhakalpa 1000. és egyben legutolsó buddhája)
4. Kakuszandha (a bhadrakalpa első buddhája)
5. Konágamana (a bhadrakalpa második buddhája)
6. Kasszapa (a bhadrakalpa harmadik buddhája)
7. Gautama (a bhadrakalpa negyedik és egyben jelenlegi buddhája)

Az antikvitás 7 buddhája után fog következni Maitréja, a bhadrakalpa ötödik buddhája.
Maitréja eljövetelét egy sor fizikai történés fogja jellemezni. Úgy tartják, hogy az óceánok szintje le fog csökkenni, hogy Maitréja könnyedén át tudjon kelni rajtuk. Ekkor fogja Maitréja újból bevezetni a dharmát a Földön.
Eljövetele jelenti majd a közbenső idő végét, a negyedik (Gautama) és az ötödik buddha (Maitréja) között, amely az emberi lét mély időszaka lesz. A Csakkavatti-szutta szerint (Tipitaka, Szutta-pitaka, Dígha-nikája 26) Maitréja akkor születik majd meg, amikor az emberek életkora eléri már a 80 ezer évet. Ketumatí városban (a mai Váránaszi területén) születik majd, akinek a királya a Csakkavattí Szankha lesz. Abban a palotában fog élni, mint egykoron Mahápanadá király, de hátra fogja hagyni a palotát és Maitréja követőjévé fog válni.
Az irások szerint Maitréja hét nap alatt fogja elérni a bodhi tudatállapotát, annak eredményeképpen, hogy oly sok életen át készült a buddhaságra – ez hasonlít a Dzsátaka mesékben Sákjamuni Buddha születéstörténeteihez. A páli források azt állítják, hogy Maitréja idejében az emberek sokkal nagyobbak lesznek, mint Sákjamuni idejében.
Az Anagarika Govinda által alapított Árja Maitréja Mandala buddhista rend is Maitréja eljövetelére épül.

## Galéria

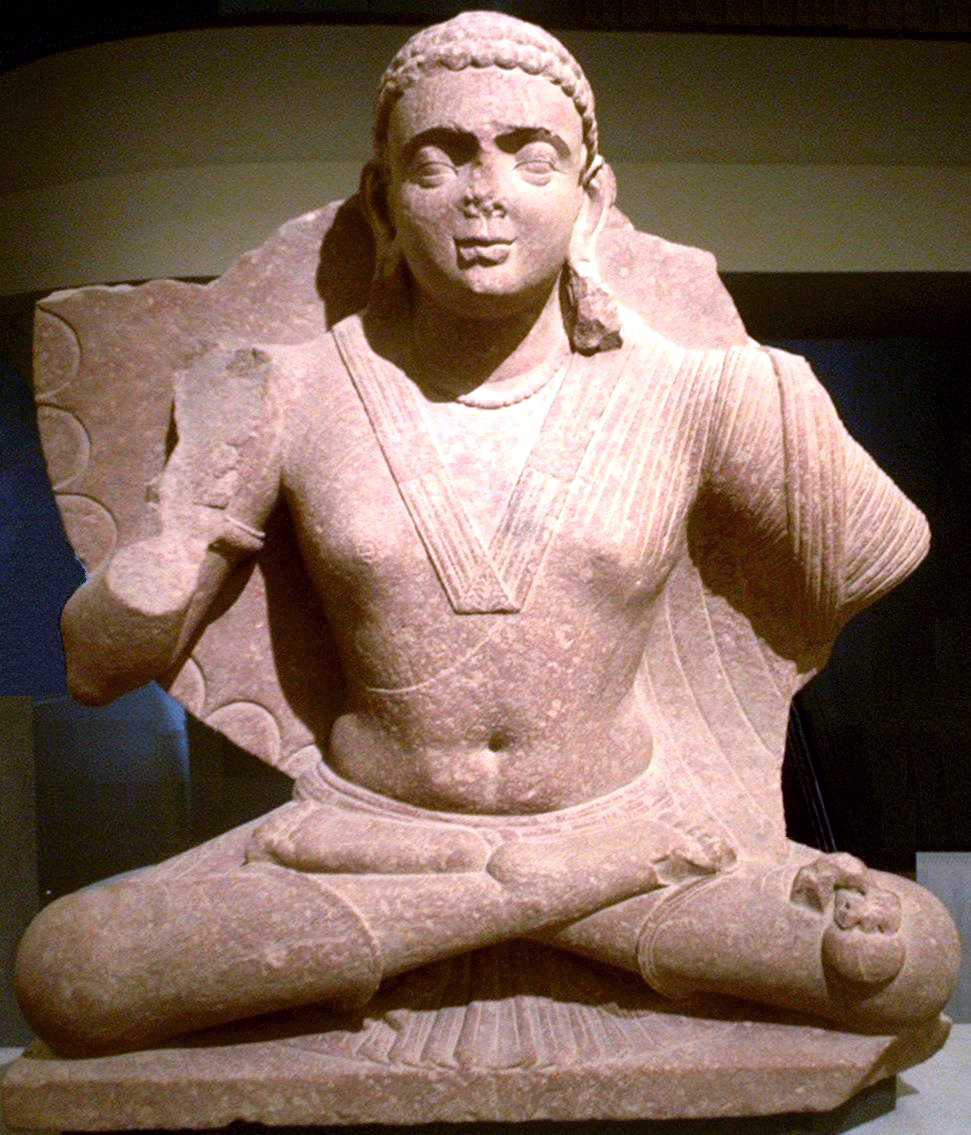
Maitréja bódhiszattva, Mathura, 2. század
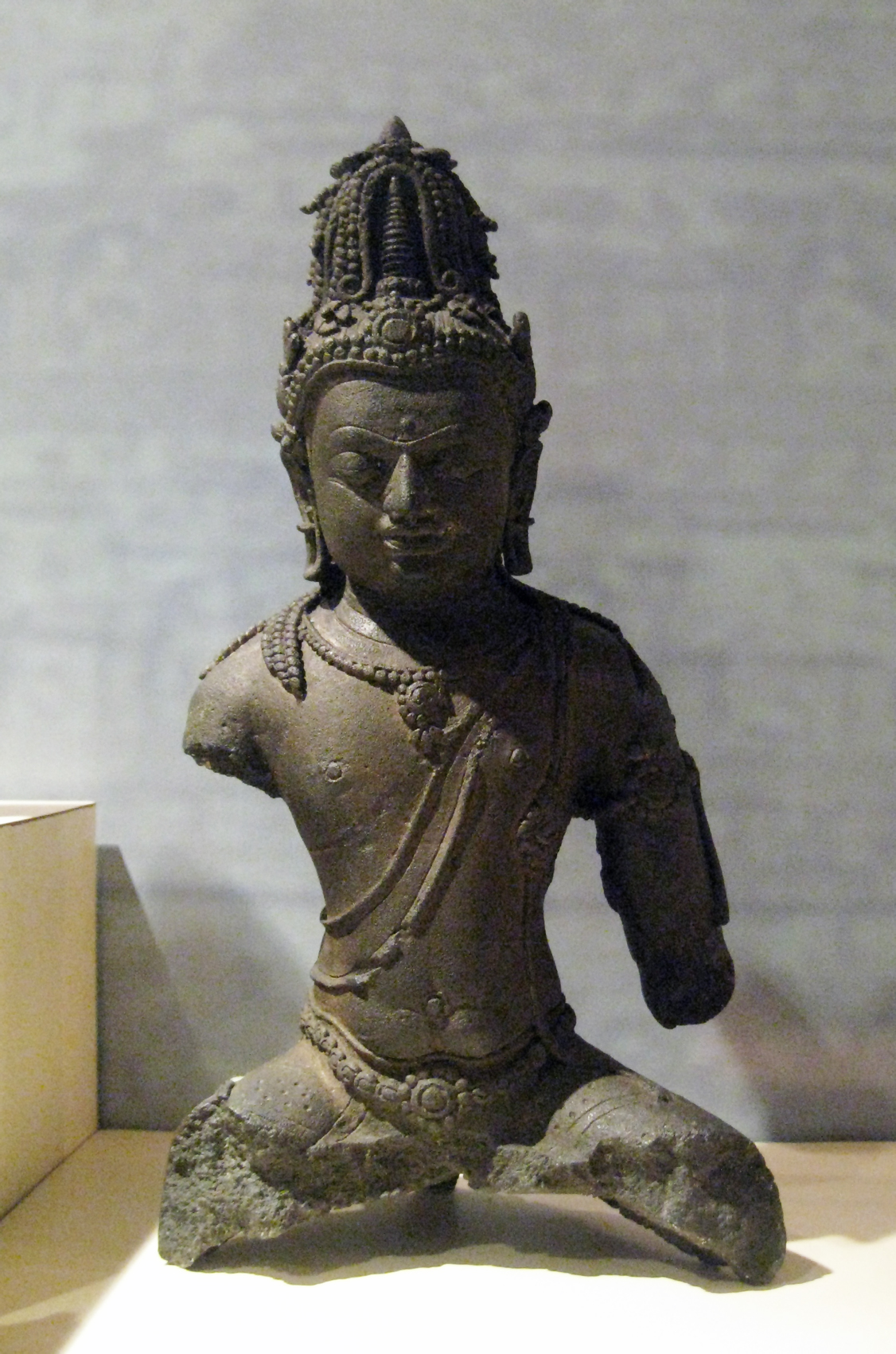
Maitréja bronz szobra, Dél-Szumátra
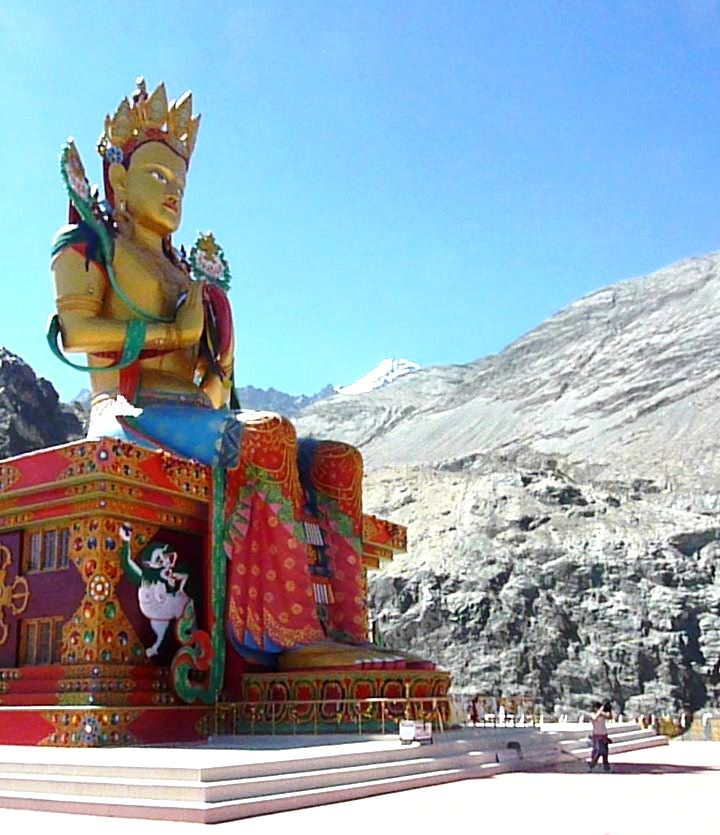
32 méter magas Maitréja Buddha a Nubra-völgyben, Ladak, India
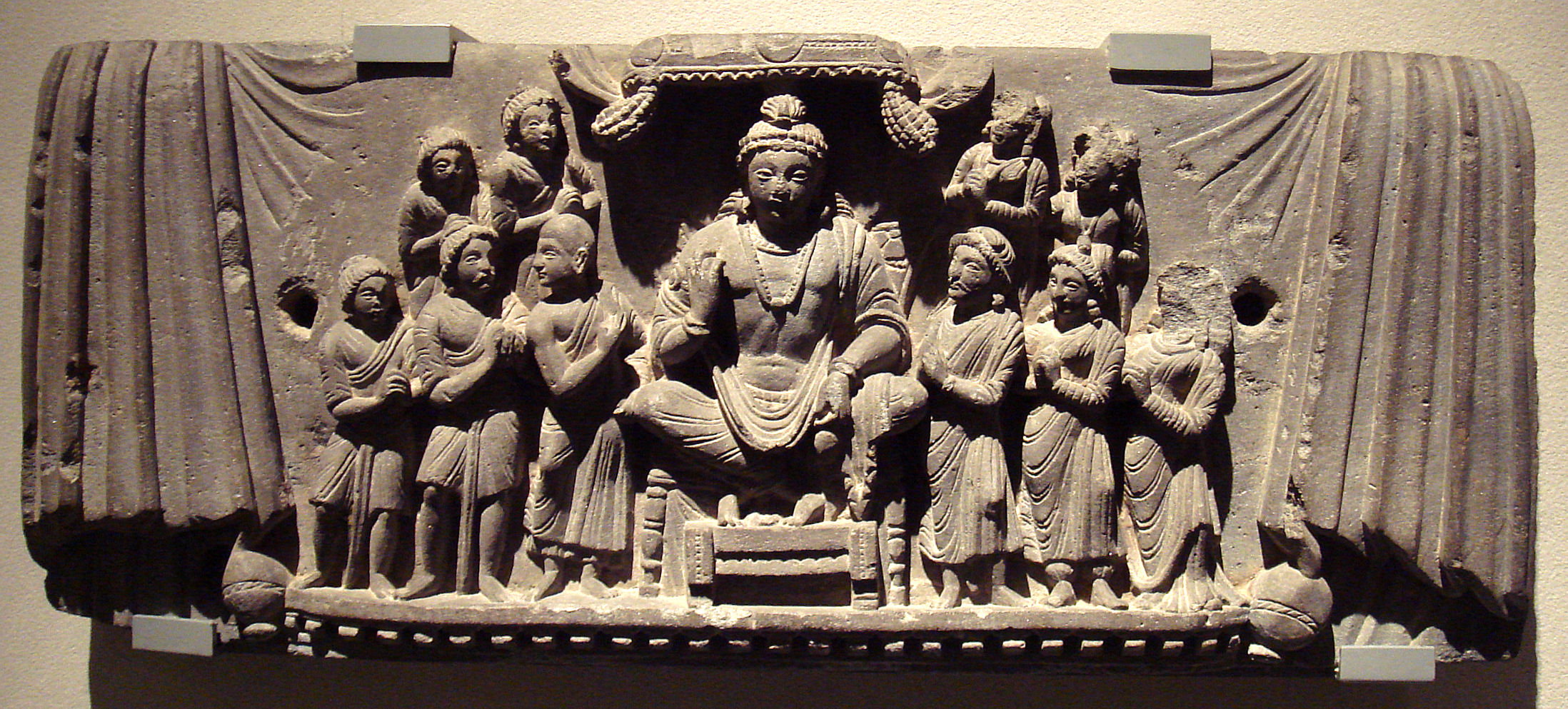
Maitréja, Gandhára, 3. század
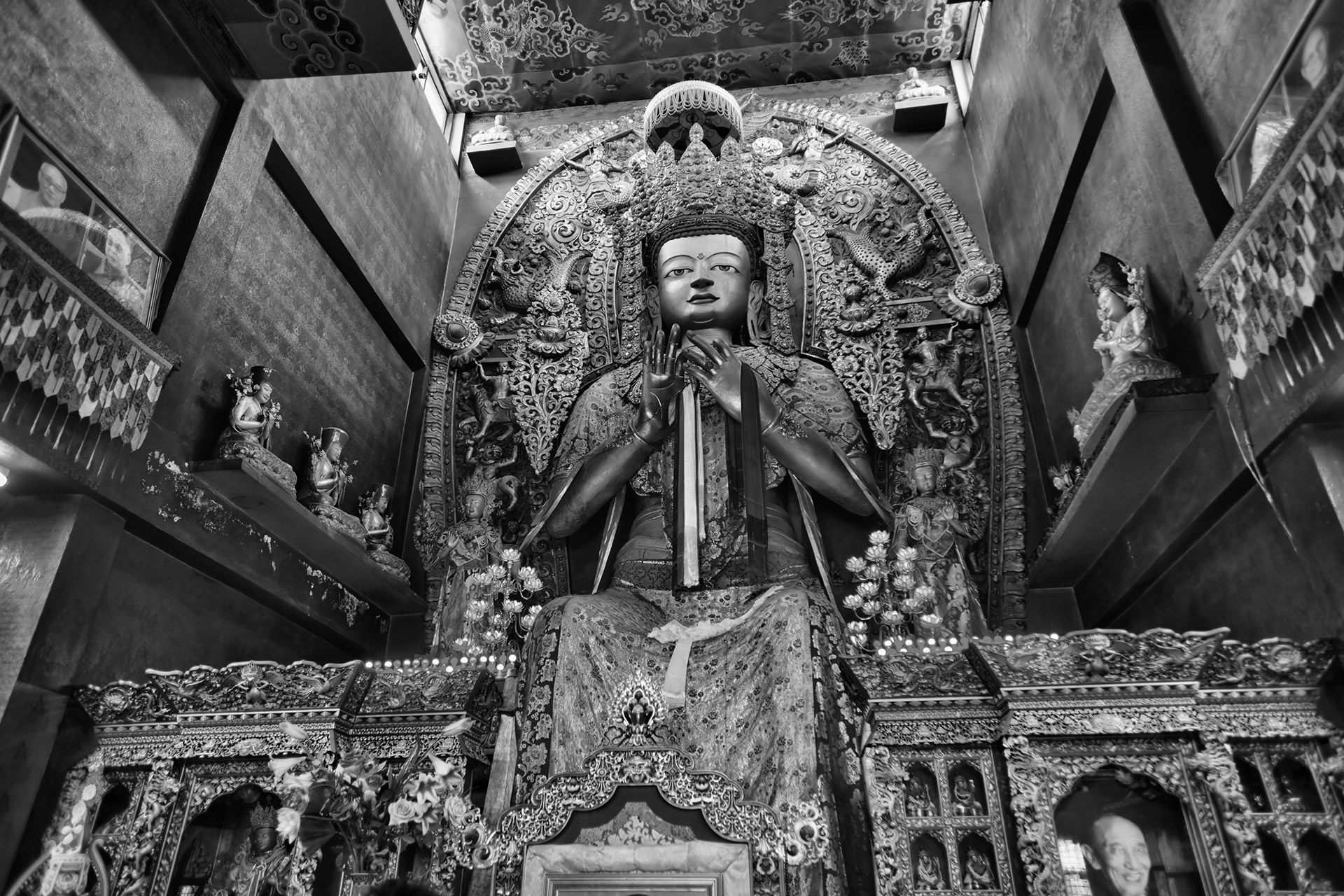
Maitréja Buddha szobra a Trikal Maitréja Buddha vihárában (Dzsamcsen Lhakhang kolostor) – Boudhanath, Katmandu, Nepál.
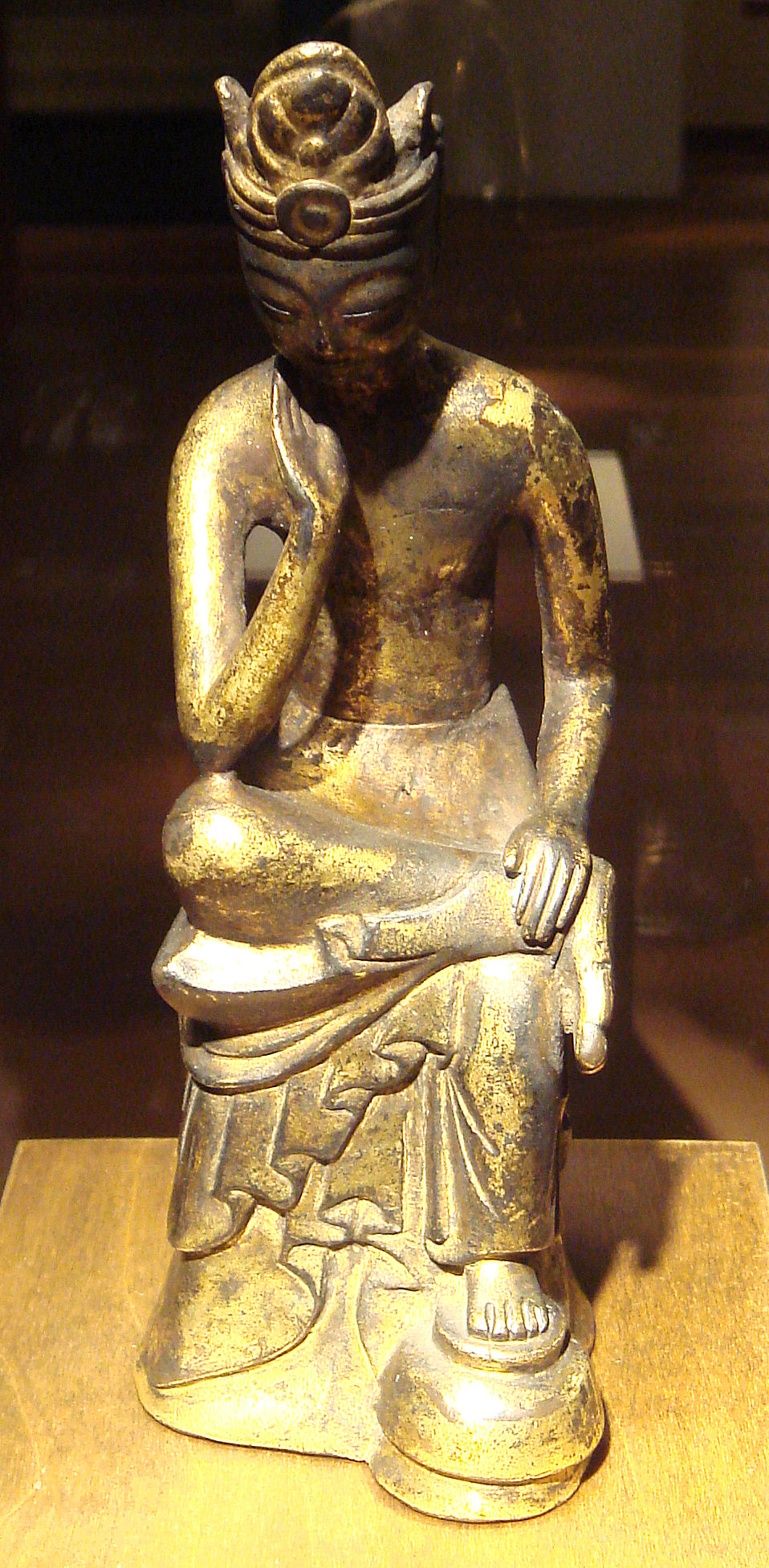
Ülő Maitréja, Korea, 4-5. század, Guimet múzeum.
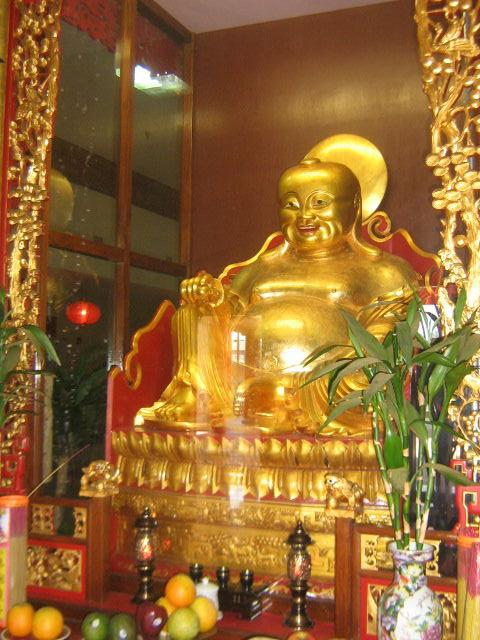
Pu-taj szerzetes, akit Maitréja megtestesülésének tartanak
Maitréja és tanítványai, Fejlaj Feng barlangok, Kína